# Euphyia unangulata
Euphyia unangulata là một loài bướm đêm thuộc họ Geometridae. Nó được tìm thấy ở phần lớn châu Âu to Nhật Bản và the bán đảo Kamchatka.
Sải cánh dài 25–28 mm. Con trưởng thành bay từ giữa tháng 4 đến tháng 8. Có hai lứa trưởng thành một năm.
Ấu trùng ăn các loài Stellaria, bao gồm Stellaria media. Ấu trùng can be có ở tháng 6 đến tháng 9. Loài này qua mùa đông dưới dạng nhộng.

## Phụ loài
- Euphyia unangulata unangulata
- Euphyia unangulata gracilaria (Bang-Haas, 1906)
- Euphyia unangulata tonnaichana (Matsumura, 1925)
- Euphyia unangulata renei (Bryk, 1948) (Kamchatka, miền bắc Kurils)

## Hình ảnh

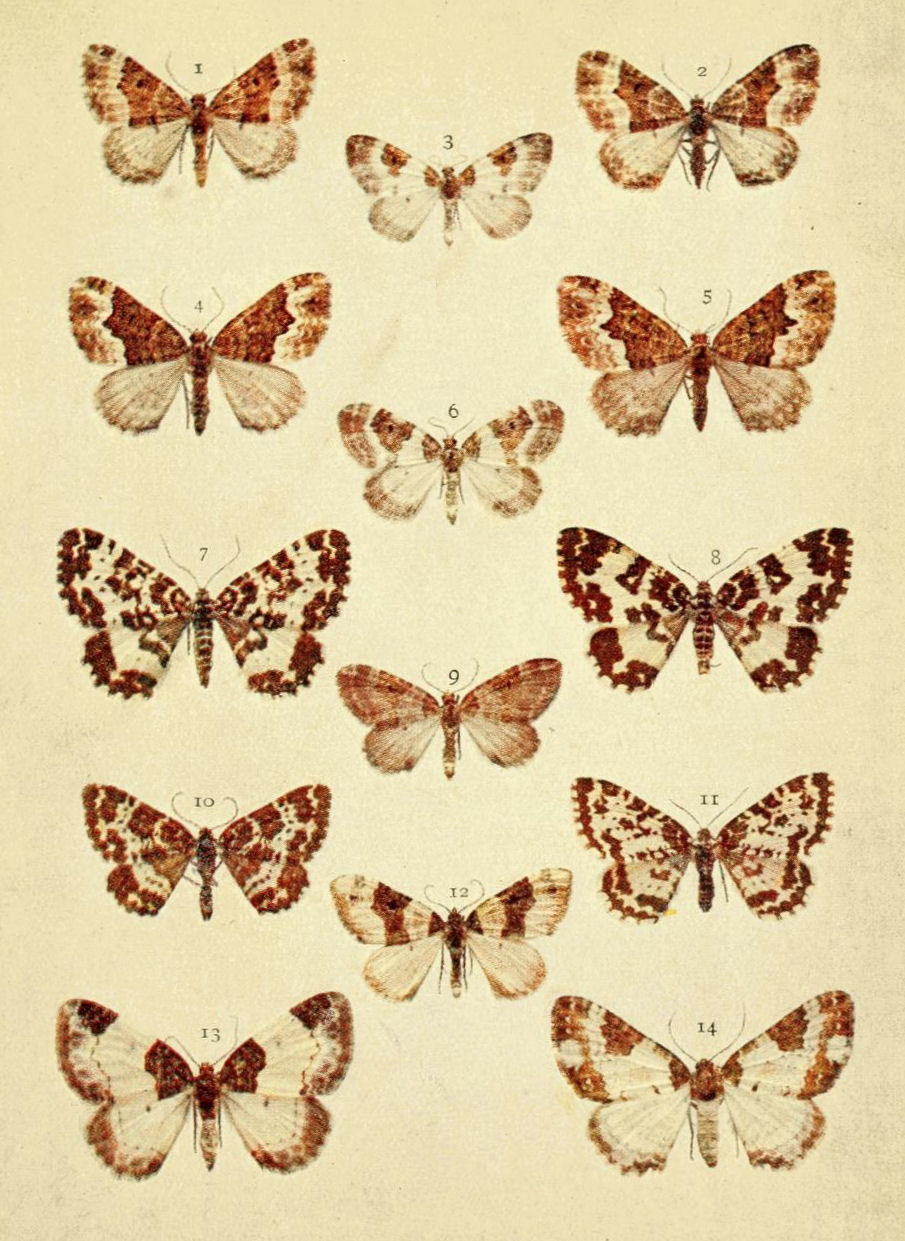